# Megalostomis
Megalostomis là một chi bọ cánh cứng trong họ Chrysomelidae.
Chi này được miêu tả khoa học năm 1837 bởi Chevrolat.

## Các loài
Các loài trong chi này gồm:
- Megalostomis hespenheidi Moldenke, 1981
- Megalostomis monrosi Medvedev, 1998